# داستان (رسانه‌های اجتماعی)
در رسانه‌های اجتماعی، داستان یا اِستوری (به انگلیسی: Story) یک کارکرد است که در آن کاربر یک داستان می‌گوید یا پیام‌ها و اطلاعاتِ وضعیت را در فرمِ کلیپ‌های کوتاه، زمان-محدود از چندین پی‌آیه و رشتهٔ در حال اجرای خودکار را ارایه و فراهم می‌کند. داستان‌ها معمولاً بر صفحهٔ پروفایلِ کاربر نمایش داده می‌شوند و بنابراین یک گسترشِ شنیداری-دیداری به کارکردِ وضعیتِ متن-پایه را نمایندگی می‌کنند.
داستان‌ها تقریباً به‌طور انحصاری در یک دستگاه موبایل مانند تلفن هوشمند یا رایانه لوحی آفریده شده و معمولاً به‌طور عمودی نمایش داده می‌شوند.